# One Piece (2023)
One Piece ist eine US-amerikanisch-japanische Fernsehserie, die von Matt Owens und Steven Maeda für Netflix entwickelt wurde. Es ist eine Live-Action-Serie des japanischen Mangas One Piece von Eiichirō Oda. Die Hauptrollen spielen Iñaki Godoy, Mackenyu, Emily Rudd, Jacob Romero Gibson und Taz Skylar.
Die achtteilige erste Staffel wurde am 31. August 2023 auf Netflix weltweit veröffentlicht. Im September 2023 wurde offiziell eine zweite Staffel in Auftrag gegeben. Am 10. August 2025 wurde offiziell eine dritte Staffel angekündigt.

## Handlung
Monkey D. Ruffy und seine Piraten-Crew, bestehend aus dem Piratenjäger Lorenor Zorro, der Diebin Nami, dem Scharfschützen Lysop sowie Sanji, dem Schiffskoch, bereisen gemeinsam als Strohhut-Piratenbande die Welt. Sie wollen den sagenumwobenen Schatz One Piece finden und Ruffy somit zum König der Piraten machen. Die erste Staffel basiert auf der Eastblue-Saga des Mangas, enthält jedoch nicht den Loguetown-Arc, River's Mountain oder den ersten Kontakt mit der Grandline.

## Produktion
Im Juli 2017 haben Tomorrow Studios zusammen mit Shueisha die Entwicklung einer Live-Action-Version von Eiichirō Odas Manga-Serie One Piece begonnen. Knapp drei Jahre später im Januar 2020 kaufte Netflix die Rechte und kündigte eine erste Staffel an. Aufgrund der COVID-19-Pandemie verzögerte sich das Projekt und die Dreharbeiten um mehrere Monate. Das Logo zur Serie wurde im September 2021 veröffentlicht.
Die Darsteller der Strohhut-Piratenbande wurden im November 2021 mit Iñaki Godoy, Mackenyu, Emily Rudd, Jacob Romero Gibson und Taz Skylar besetzt. Mit Morgan Davies, Ilia Isorelýs Paulino, Aidan Scott, Jeff Ward, McKinley Belcher III, Vincent Regan und Peter Gadiot stießen im März 2022 weitere Darsteller zur Serie. Die Dreharbeiten zur ersten Staffel fanden zwischen Ende Januar und Ende August 2022 in Südafrika statt. Gedreht wurde dabei in Kapstadt und in den Cape Town Film Studios. Kamerafrau war Nicole Hirsch Whitaker.
Netflix hat im Juli 2023 bestätigt, dass in der deutschen Synchronfassung jene Synchronsprecher besetzt wurden, welche bereits in der Anime-Fassung ihre Rollen sprechen. Auch die japanische Version wurde mit den Original-Anime-Sprechern synchronisiert.

## Besetzung und Synchronisation
In der deutschen und japanischen Synchronisation der englischsprachigen Serie wurden großteils die bereits bekannten Stimmen aus der Anime-Serie wiederbesetzt. Die deutschen Aufnahmen fanden bei der FFS München statt. Die Dialogbücher zur Serie schrieben Kai Medinger, Jakob Balogh und Sandra Schwittau. Für die Regie waren Daniel Schlauch, Hubertus von Lerchenfeld und Marie-Jeanne Widera verantwortlich. Widera war für die Aufnahmen von Schlauchs Rolle als Ruffy zuständig, während von Lerchenfeld für etwa 2 Wochen an Stelle von Schlauch einsprang. Die Redaktion übernahm Kathrin Stoll, wie auch bei der gleichnamigen Anime-Serie.

### Hauptbesetzung
| Rolle                        | Hauptrolle           | Nebenrolle            | Schauspieler                     | Synchronsprecher         |
| Strohhutbande                | Strohhutbande        | Strohhutbande         | Strohhutbande                    | Strohhutbande            |
| ---------------------------- | -------------------- | --------------------- | -------------------------------- | ------------------------ |
| „Strohhut“ Monkey D. Ruffy   | 1.01–                |                       | Iñaki Godoy                      | Daniel Schlauch          |
| „Strohhut“ Monkey D. Ruffy   |                      | 1.01–1.02, 1.05, 1.08 | Colton Osorio (als Kind)         | Leon Santos Burmeister   |
| „Piratenjäger“ Lorenor Zorro | 1.01–                |                       | Mackenyu                         | Uwe Thomsen              |
| „Piratenjäger“ Lorenor Zorro |                      | 1.04, 1.08            | Maximilian Lee Piazza (als Kind) |                          |
| Nami                         | 1.01–                |                       | Emily Rudd                       | Stephanie Kellner        |
| Nami                         |                      | 1.07–1.08             | Lily Fisher (als Kind)           | Zoe Durakovic            |
| Lysop                        | 1.03–                |                       | Jacob Romero Gibson              | Dirk Meyer               |
| Lysop                        |                      | 1.03, 1.08            | Kevin Saula (als Kind)           |                          |
| Sanji                        | 1.05–                |                       | Taz Skylar                       | Hubertus von Lerchenfeld |
| Sanji                        |                      | 1.06, 1.08            | Christian Convery (als Kind)     | Adrian Arnold            |
| Andere                       |                      |                       |                                  |                          |
| Vize-Admiral Garp            | 1.01–                |                       | Vincent Regan                    | Dieter Memel             |
| Corby                        | 1.01–                |                       | Morgan Davies                    | Tim Schwarzmaier         |
| Buggy „der Clown“            | 1.01–1.03, 1.06–1.08 |                       | Jeff Ward                        | Gudo Hoegel              |

### Nebenbesetzung
| Rolle                       | Episoden        | Schauspieler           | Synchronsprecher     |
| --------------------------- | --------------- | ---------------------- | -------------------- |
| Helmeppo                    | 1.01–1.08       | Aidan Scott            | Martin Bonvicini     |
| Fechtmeister Bogard         | 1.01–1.08       | Armand Aucamp          | Wolfgang Schatz      |
| Shanks                      | 1.01–1.02, 1.08 | Peter Gadiot           | Martin Halm          |
| Shanks                      | 1.01            | Matt Herrington (jung) | ohne Text            |
| Ben Beckman                 | 1.01–1.02, 1.08 | Laudo Liebenberg       | Niko Macoulis        |
| Yasopp „der Große“          | 1.01–1.02, 1.08 | Stevel Marc            |                      |
| Lucky Lou                   | 1.01–1.02, 1.08 | Ntlanhla Kutu          | Gerhard Jilka        |
| Makino                      | 1.01–1.02, 1.08 | Kathleen Stephens      | Tatjana Pokorny      |
| Grizzly                     | 1.01–1.02       | Tamer Burjaq           | Michael Schwarzmaier |
| Captain „Beilarm“ Morgan    | 1.01–1.02       | Langley Kirkwood       | Willi Röbke          |
| Unteroffizier Unvorsichtig  | 1.01–1.02       | Richard Wright-Firth   |                      |
| Kabaji „der Jongleur“       | 1.01–1.02       | Sven Ruygrok           | Oliver Scheffel      |
| „Piratenkönig“ Gold Roger   | 1.01, 1.08      | Michael Dorman         | Holger Schwiers      |
| Lady Alvida                 | 1.01, 1.08      | Ilia Isorelýs Paulino  | Anita Höfer          |
| Erzähler (Stimme)           | 1.01            | Ian McShane            | Markus Kästle        |
| Mr. 7                       | 1.01            | Rebaone Kgosimore      |                      |
| Rika                        | 1.01            | Kamdynn Gary           |                      |
| Ririka                      | 1.01            | Nicole Fortuin         | Tatjana Pokorny      |
| Bürgermeister Pudel         | 1.02            | Lindsay Reardon        | Hans-Rainer Müller   |
| Kaya                        | 1.03–1.04, 1.08 | Celeste Loots          | Anke Kortemeier      |
| Beauregard / Käpt’n Black   | 1.03–1.04       | Alexander Maniatis     | Philipp Moog         |
| Flecki                      | 1.03–1.04       | Albert Pretorius       | Thomas Albus         |
| Siam                        | 1.03–1.04       | Bianca Oosthuizen      |                      |
| Lämmchen                    | 1.03–1.04       | Brett Williams         | Kai Taschner         |
| Schwarzgurt                 | 1.03, 1.06–1.08 | Jandre de Roux         | Gerd Meyer           |
| Arlong „die Säge“           | 1.03, 1.06–1.08 | McKinley Belcher III   | Peter Musäus         |
| Bürgermeister Mornin        | 1.03            | Nicky Rebelo           | Walter von Hauff     |
| Bankina                     | 1.03            | Chanté Grainger        | Tatjana Pokorny      |
| Don Creek                   | 1.05            | Milton Schorr          | Christoph Jablonka   |
| Shimotsuki Kuina            | 1.04            | Audrey Cymone          |                      |
| Shimotsuki Koshiro          | 1.04            | Nathan Castle          | Claus-Peter Damitz   |
| Chefkoch „Rotfuß“ Jeff      | 1.05–1.08       | Craig Fairbrass        | Christian Weygand    |
| Mihawk „Falkenauge“ Dulacre | 1.05–1.06, 1.08 | Steven Ward            | Matthias Klie        |
| Mihawk „Falkenauge“ Dulacre | 1.01            | Theo Le Ray (jung)     | ohne Text            |
| Patty                       | 1.05–1.06       | Bradshaad Mayweather   | Thomas Rauscher      |
| Fullbody                    | 1.05            | Jean Henry             | Philipp Moog         |
| Garry                       | 1.05            | Nkululeko Chunky Phiri | Gerhard Acktun       |
| Gin                         | 1.05            | Litha Bam              |                      |
| Kiss                        | 1.06–1.08       | Len-Barry Simons       |                      |
| Mozzel                      | 1.06            | David Muller           | Hans Hohlbein        |
| Captain Ratte               | 1.07–1.08       | Rory Acton Burnell     | Andreas Borcherding  |
| Nojiko                      | 1.07–1.08       | Chioma Umeala          | Claudia Lössl        |
| Nojiko                      | 1.07            | Kylie Ashfield (jung)  | Mia Durakovic        |
| Genzo                       | 1.07–1.08       | Grant Ross             |                      |
| Bellemere                   | 1.07            | Genna Galloway         | Katrin Fröhlich      |
| Smoker                      | 1.08            | unbekannt              | ohne Text            |
| Smoker                      | 1.01            | Matthew Leck (jung)    | ohne Text            |
| Smoker                      | Callum Kerr     |                        |                      |
| Tashigi                     |                 | Julia Rehwald          |                      |
| Mr. 9                       |                 | Daniel Lasker          |                      |
| Mr. 5                       |                 | Camrus Johnson         |                      |
| Miss Valentine              |                 | Jazzara Jaslyn         |                      |
| Boogey                      |                 | Brendan Sean Murray    |                      |
| Woogey                      |                 | Werner Coetser         |                      |
| Krokus                      |                 | Clive Russell          |                      |
| Mr. 3                       |                 | David Dastmalchian     |                      |
| Wapol                       |                 | Rob Colletti           |                      |
| Dalton                      |                 | Tyrone Keogh           |                      |
| Dr. Kuleha                  |                 | Katey Sagal            |                      |
| Dr. Bader                   |                 | Mark Harelik           |                      |
| Nefeltari Kobra             |                 | Sendhil Ramamurthy     |                      |
| Nefeltari Vivi              |                 | Charithra Chandran     |                      |
| Miss All Sunday             |                 | Lera Abova             |                      |
| Mr. 0                       |                 | Joe Manganiello        |                      |
| Miss Goldenweek             |                 | Sophia Anne Caruso     |                      |
| Chess                       |                 | Mark Penwill           |                      |
| Marimo                      |                 | Anton David Jeftha     |                      |
| Dragon                      |                 | Rigo Sanchez           |                      |
| Igaram                      |                 | Yonda Thomas           |                      |
| Ipponmatsu                  |                 | James Hiroyuki Liao    |                      |

## Episodenliste
| Nr. | Deutscher Titel                      | Originaltitel                    | Regie         | Drehbuch                                                              |
| --- | ------------------------------------ | -------------------------------- | ------------- | --------------------------------------------------------------------- |
| 1 | Das Abenteuer beginnt                | Romance Dawn                     | Marc Jobst    | Matt Owens & Steven Maeda                                             |
| Nach der Hinrichtung des berühmten Piratenkapitäns Gold Roger begeben sich Piraten auf die Suche nach seinem verborgenen Schatz namens „One Piece“ zur Grandline. Diese gefährliche Seeroute, auch bekannt als „Piratengrab“, führt einmal um die ganze Welt. 22 Jahre später ist auch der aufstrebende Pirat Monkey D. Ruffy auf der Suche und landet auf dem Piratenschiff der grausamen Alvida. Er trifft auf ihren misshandelten Schiffsjungen Corby, der eigentlich der Marine beitreten möchte. Ruffy besiegt Alvida mit seinen Elastizitätskräften, die er durch den Verzehr einer Teufelsfrucht erhalten hat, und macht sich mit Corby auf den Weg zur Marinebasis in Shellstown, um eine Karte zur Grandline in Besitz zu bringen. Sie werden Zeuge, wie der Piratenjäger Lorenor Zorro ein junges Mädchen vor Helmeppo verteidigt, dem Sohn des Marinekapitäns Morgan. Zur Strafe muss Zorro sieben Tage lang in Gefangenschaft verbringen. Ruffy befreit ihn und trifft dann auf die Diebin Nami, die ebenfalls nach der Karte sucht. Die drei schließen sich zusammen, um gegen Morgan und seine Soldaten zu kämpfen. Als sie mit der gestohlenen Karte weiterreisen, bleibt Corby zurück, um sich seinen Traum zu erfüllen. |                                      |                                  |               |                                                                       |
| 2 | Der Mann mit dem Strohhut            | The Man in the Straw Hat         | Marc Jobst    | Ian Stokes                                                            |
| Ruffy, Zorro und Nami werden vom Piratenclown Buggy gefangen genommen, der die Menschen der Hafenstadt Orange in seinem persönlichen Zirkus eingesperrt hat. Dieser sucht ebenfalls nach der Karte zur Grandline; Ruffy hat es aber geschafft, die Karte vor der Gefangennahme zu verschlucken und somit vor diesem zu verstecken. Ruffy erfährt von Buggys Verbindungen zu seinem Idol Shanks. Rückblenden enthüllen, dass Ruffy als Kind von einem Bergbanditen entführt wurde und dieser mit ihm aufs Meer ruderte. Bei Ruffys Rettung verlor Shanks anschließend beim Angriff eines Seemonsters auf das Boot seinen linken Arm. Shanks gab Ruffy seinen Strohhut, damit er seinen Traum, Piratenkönig zu werden, verwirklichen kann. Buggy, der sich dank einer Teufelsfrucht selbst spalten kann, versucht, Ruffy in einem Meerwasserbecken zu ertränken, aber Zorro und Nami entkommen und retten ihn. Sie sperren Buggys einzelne Körperteile in verschiedene Kisten, worauf Ruffy seinen Kopf wegschleudert und die Stadtbewohner befreit. Währenddessen trifft Corby auf Vize-Admiral Garp, der erkennt, dass Corby vor seinem Eintritt bei der Marine auf einem Piratenschiff gearbeitet hat. Aufgrund seiner Ehrlichkeit gestattet er ihm den Verbleib in der Marine. Im Gegenzug wird Morgan dafür bestraft, dass er über den Angriff auf die Basis gelogen hat. Während Nami mit Ruffy und Zorro weiter segelt, kontaktiert sie jemanden, dass sie die Karte in ihrem Besitz hat. |                                      |                                  |               |                                                                       |
| 3 | Lügen, nichts als Lügen              | Tell no Tales                    | Emma Sullivan | Matt Owens & Damani Johnson                                           |
| Auf der Suche nach einem neuen Boot macht die neu getaufte „Strohhutbande“ bei den Gecko-Inseln im Dorf Syrup Halt. In einer Schiffswerft treffen die drei auf den notorischen Lügner Lysop, der mit der Werftinhaberin Kaya befreundet ist. Lysop bringt die Strohhut-Crew zu ihrem Anwesen, um ihnen beim Erwerb eines Schiffes zu helfen. Die kränkliche Kaya wird von ihrem Butler Beauregard gepflegt, den Zorro zu kennen meint. An anderer Stelle findet Garp Gefallen an Corby und lässt ihn sich selbst und seine Loyalität gegenüber der Marine beweisen. Bald erfahren sie, wo sich Ruffy aufhält, und Garp bittet Corby, dessen Festnahme zu leiten. Ruffy freundet sich mit Lysop an, weil er dessen Vater Yasopp kennt, während Nami bei einem Raubzug von Kaya erwischt wird. Beauregard entpuppt sich als Black, totgeglaubter Kapitän der Black Cat-Piraten. Er tötet Kayas Diener Lämmchen. Als Zorro und Lysop Käpt’n Black stellen, schlägt dieser Zorro bewusstlos. Lysop läuft weg, um Hilfe zu holen. Aufgrund seines Rufs als Lügner glaubt ihm aber niemand außer Corby, der mit den Marinesoldaten angekommen ist. |                                      |                                  |               |                                                                       |
| 4 | Die Piraten kommen                   | The Pirates are Coming           | Emma Sullivan | Tiffany Greshler und Tom Hyndman                                      |
| Nachdem er von Käpt’n Blacks Untergebenen Siam und Flecki in einen Brunnen geworfen wurde, denkt Zorro an seine Kindheit und den Tod seiner Freundin Kuina zurück, die ihn dazu inspirierte, weltbester Schwertkämpfer zu werden. Lysop bringt Corby und die Marinesoldaten zu Kayas Anwesen, aber Käpt’n Black schafft es, die Marinesoldaten davon zu überzeugen, dass Lysop lügt. Gleichzeitig überreicht er ihnen auch den bewusstlosen Ruffy, der von einer vergifteten Suppe gegessen hat, mit der Käpt’n Black Kaya krank gemacht hat. Lysop und Nami eilen Kaya zu Hilfe, die kaum glauben kann, dass Lämmchen tot und dass Beauregard wirklich Käpt’n Black ist. Dann fängt Käpt’n Black an, sie anzugreifen. Zorro rettet Ruffy vor den Marinesoldaten und die beiden kehren zum Anwesen zurück, wo Zorro gegen Siam und Flecki kämpft und Ruffy gegen Käpt’n Black antritt. Die Strohhüte siegen, worauf Käpt’n Black von der Insel flieht. Als Belohnung schenkt Kaya den Strohhüten ein Schiff, das Ruffy „Flying Lamb“ nennt. Lysop wird eingeladen, sich der Crew anzuschließen, während er gleichzeitig Kaya seine Gefühle gesteht, die nun Ärztin werden möchte. Obwohl Corby es nicht geschafft hat, Ruffy zu fangen, erklärt Garp ihm, dass er es geschafft hat, ihn und seine Crew herauszulocken. Als Garp und die Marine beginnen, die Flying Lamb anzugreifen, enthüllt Ruffy, dass Garp sein Großvater ist.                                                            |                                      |                                  |               |                                                                       |
| 5 | Willkommen im Baratie!               | Eat at Baratie!                  | Tim Southam   | Laura Jacqmin                                                         |
| Ruffy schafft es, das Schiff der Marinesoldaten stark zu beschädigen, indem er eine ihrer Kanonenkugeln auf dieses zurückfedert. Er und seine Crew können entkommen. Während die Crew Ruffys familiäre Verbindung zu Garp in Frage stellt, landen sie bei einem schwimmenden Restaurant namens „Baratie“, wo sie den leidenschaftlichen Koch und unfreiwilligen Kellner Sanji treffen. Als Ruffy nicht in der Lage ist, die Rechnung zu bezahlen, lässt ihn der Besitzer Jeff als Tellerwäscher arbeiten, um seine Mahlzeiten zu bezahlen. Garp heuert den „Samurai der Meere“ Mihawk Dulacre an, um Ruffy lebendig zu fangen. Corby belauscht dies und erfährt anschließend von Helmeppo von der Gruppe der „Sieben Samurai der Meere“. Diese sind mächtige Piraten, die im Auftrag der Regierung agieren. Ruffy setzt sich für Sanji ein, als Jeff sich weigert, ihn kochen zu lassen. Mihawk kommt, um Ruffy zu fangen, aber Zorro fordert ihn zu einem Schwertduell heraus. Mihawk gilt als der beste Schwertkämpfer der Welt; um sich seinen Traum zu erfüllen, bester Schwertkämpfer der Welt zu werden, will Zorro diesen in einem Duell schlagen. Nami erwägt, wegzulaufen, überlegt es sich aber anders und unterstützt ihre Freunde. Zorro ist chancenlos gegen Mihawk, der jedoch beschließt, diesen nicht zu töten und auch Ruffy nicht festzunehmen, als er dessen Entschlossenheit sieht. Der schwerverletzte Zorro wird nach dem Kampf bewusstlos.                              |                                      |                                  |               |                                                                       |
| 6 | Der Koch und der Matrose             | The Chef and the Chore Boy       | Tim Southam   | Steven Maeda und Diego Gutierrez                                      |
| Jeff behandelt Zorros Wunden, ist sich aber über dessen Überlebenschancen unsicher. Sanji erzählt Ruffy und Lysop von seiner Vergangenheit mit Jeff und seinem Traum, das Ozeangebiet „Allblue“ zu finden, in dem alle Arten von Fischen leben. Corby erfährt über Mihawk von Garps und Ruffys Verbindung. Obwohl er Garp davon überzeugt, dass Ruffy sich nie ändern wird, beschließt Garp, die Marine trotzdem zu seiner Gefangennahme zu führen. Der Fischmensch Arlong taucht plötzlich mit seinen Gefolgsmännern Kiss und Schwarzgurt auf der Suche nach Ruffy im Baratie auf. Er hat Buggys Kopf als Geisel genommen, um Ruffy zu finden. Nami offenbart, dass sie zu Arlongs Mannschaft gehört. Sie übergibt Arlong die Karte der Grandline und verschwindet mit den Fischmenschen. Ruffy wird von Arlong verprügelt und fast im Meer ertränkt, aber Sanji rettet ihn aus dem Wasser. Ruffy glaubt daraufhin, dass er als Kapitän versagt hat, bis Zorro das Bewusstsein wiedererlangt und den Rest der Strohhüte überzeugt, Nami zu verfolgen. Jeff überredet Sanji, ebenfalls zu gehen, um seinen Traum zu erfüllen. Sanji schließt sich offiziell den Strohhüten als Schiffskoch an. Als Zorro und Lysop fragen, wie sie Arlong finden können, enthüllt Ruffy, dass er Buggys Kopf gestohlen hat. |                                      |                                  |               |                                                                       |
| 7 | Das Mädchen mit dem Sägefisch-Tattoo | The Girl with the Sawfish Tattoo | Josef Wladyka | Tiffany Greshler & Ian Stokes und Allison Weintraub & Lindsay Gelfand |
| Ruffy und seine Crew kommen auf dem Konomi-Archipel an und erfahren, dass Namis Heimatdorf Kokos unter der ständigen Kontrolle der Arlong-Piraten steht. Namis Adoptivschwester Nojiko verrät, dass sie ihre Adoptivmutter Bellemere an Arlong verloren haben. Währenddessen kommt Garp im Baratie an und verlangt von Jeff Antworten über Ruffys Aufenthaltsort. Er gibt zu, dass er seinen Enkel nicht auf die gleiche Weise wie Gold Roger verlieren möchte. Corby klärt Helmeppo über Garps Beziehung zu Ruffy auf, als ein Barkeeper sie über Ruffys Aufenthaltsort darüber informiert. Es stellt sich heraus, dass Arlong den Marinekapitän Ratte dafür bezahlt, über ihre Verbrechen Stillschweigen zu bewahren. Er gelobt, dass er die Absicht habe, alle Menschen zu vernichten. Nami hat als Kind mit Arlong eine Verabredung getroffen: Wenn sie ihm 100 Millionen Berry gibt, lässt er sie und ihr Dorf in Frieden leben. Inzwischen hat sie das Geld beisammen, aber bevor sie es Arlong geben kann, arrangiert dieser eine Beschlagnahme des Geldes durch Captain Ratte. Wütend und verzweifelt bittet Nami Ruffy um Hilfe. Dieser schreitet darauf mit Zorro, Lysop und Sanji ein, als Arlong mit seiner Bande das Dorf Kokos angreift. |                                      |                                  |               |                                                                       |
| 8 | Wanted!                              | Worst in the East                | Josef Wladyka | Matt Owens und Steven Maeda                                           |
| Die Einwohner von Kokos beschließen, sich zu vereinen, während die Strohhutbande im Arlong Park gegen die Fischmenschen-Piraten antritt. Der Kampf tobt und die Strohhüte erledigen erfolgreich mehrere Fischmenschen, während Ruffy Arlong in seinem Palast gegenübertritt. Ruffy kann zunächst nichts gegen Arlong ausrichten. Als er Namis Arbeit sieht, zerstört Ruffy den gesamten Palast und besiegt Arlong. Die Strohhüte feiern ihren Sieg, als Garp und die Marinesoldaten eintreffen. Garp plant, die Strohhüte zu verhaften, aber Ruffy weigert sich, nachzugeben. Garp und Ruffy kämpfen, wobei ersterer den Kampf dominiert. Als Ruffy sich trotzdem weigert, seinen Traum aufzugeben, gibt Garp schließlich nach und befiehlt seinen Soldaten, statt der Strohhüte den Rest von Arlongs Bande zu jagen. Als Rache für seine Demütigung veröffentlicht Captain Ratte schließlich ein Fahndungsplakat für Ruffy mit einem Kopfgeld von 30 Millionen Berry, etwas, das dieser schon immer wollte. Ruffy und Corby verabschieden sich voneinander. Später informiert Garp Corby und Helmeppo, dass er sie persönlich zu besseren Soldaten ausbilden wird. Während Ruffys Fahndungsplakat von vielen ihrer Bekannten gesehen wird, erklären Ruffy, Zorro, Nami, Lysop und Sanji ihre zukünftigen Ziele als Strohhutpiraten. An anderer Stelle sieht der Marinekapitän Smoker Ruffys Fahndungsplakat und verbrennt es mit einer seiner Zigarren.                                       |                                      |                                  |               |                                                                       |
| Alle Episoden der Staffel wurden am 31. August 2023 weltweit auf Netflix veröffentlicht. |                                      |                                  |               |                                                                       |